# Schweinerden

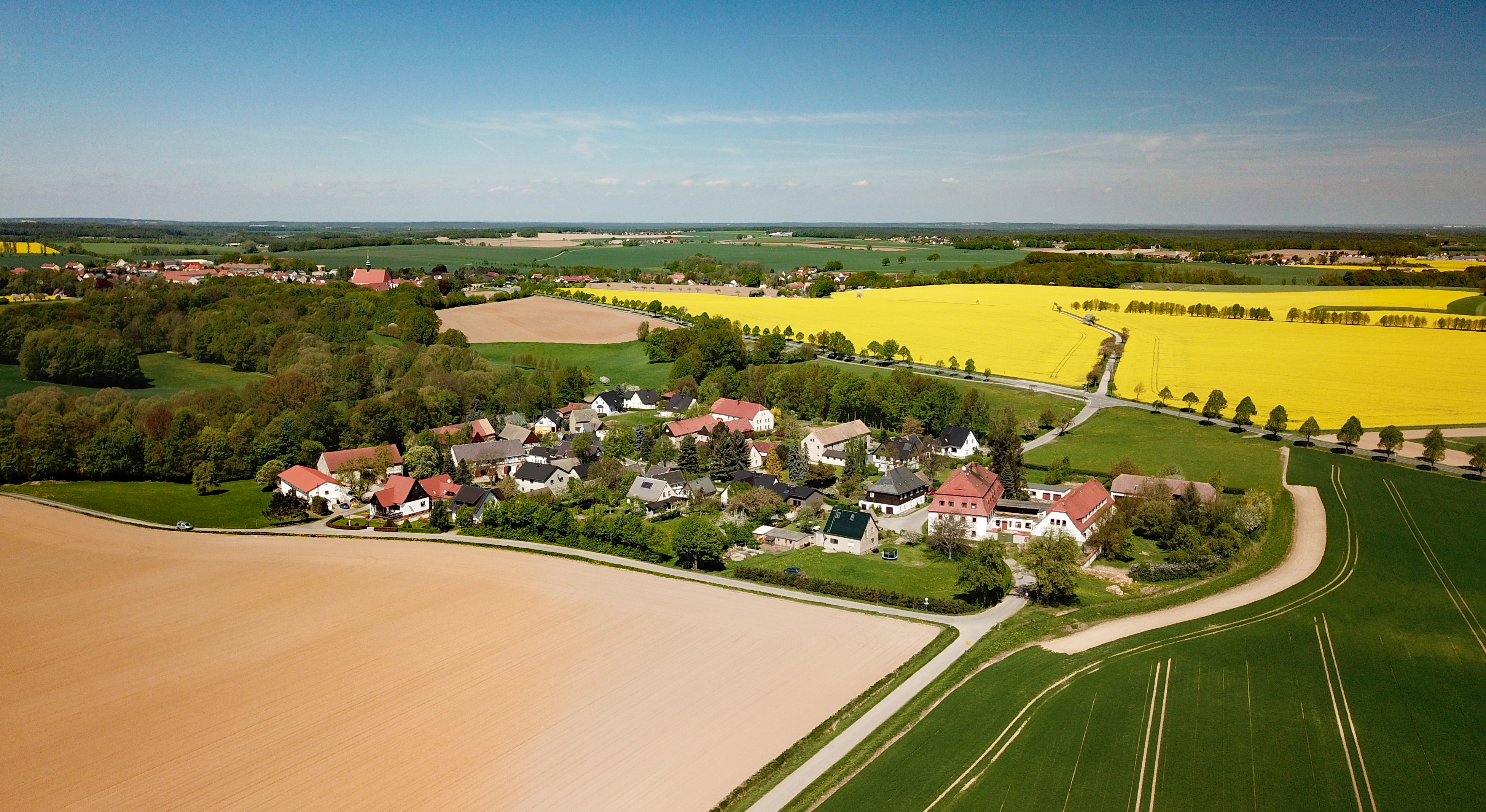
Luftbild

Schweinerden, obersorbisch Swinjarnjaⓘ, ist ein Dorf im Zentrum des Landkreises Bautzen in der Oberlausitz und gehört seit 1957 zur Gemeinde Panschwitz-Kuckau. Schweinerden befindet sich im sorbischen Kernsiedlungsgebiet etwa zwei Kilometer südöstlich von Panschwitz-Kuckau am rechten Talhang des Klosterwassers. Ein Großteil der Einwohner spricht Sorbisch.
Die Nachbarorte sind Siebitz im Südwesten, Neuhof im Süden, Cannewitz im Südwesten und Panschwitz-Kuckau im Nordwesten. Unweit nördlich verläuft die Landstraße S 100 von Bautzen nach Kamenz.

## Geschichte
Das Platzdorf wurde erstmals 1296 als Zwinern oder Zwynern erwähnt. Die Grundherrschaft lag beim Kloster St. Marienstern, was dazu führte, dass Schweinerden über die Reformation hinaus katholisch blieb. Schweinerden war Sitz eines Klostervorwerks.
Bis 1957 war Schweinerden eine eigenständige Landgemeinde, dann wurde es mit Panschwitz und Kuckau zur neuen Gemeinde Panschwitz-Kuckau vereinigt.

## Bevölkerung
Gemäß der Statistik von Arnošt Muka waren 1884 von insgesamt 130 Einwohnern 128 Sorben (98 %). Ernst Tschernik ermittelte 1956 einen sorbischsprachigen Bevölkerungsanteil von noch 82,5 %.
Die beinahe ausschließlich katholische Bewohnerschaft ist seit alters nach Crostwitz gepfarrt.